# Buenaventura Bruguera
Buenaventura Bruguera y Codina (Canet de Mar, 25 de marzo de 1795 - Tarragona, 14 de agosto de 1876) fue un compositor y maestro de capilla español del siglo XIX.

## Vida
Nació en Canet de Mar, en la provincia de Barcelona, el 25 de marzo de 1795, hijo de Miquel Bruguera y de Gerónima Codina, según el acta de defunción, ambos naturales de Canet. El manuscrito CMar 68 indica que inició los estudios musicales en la capilla de Canet con Josep Saurí, antes de entrar a formarse en la Catedral de Barcelona con el maestro Francesc Queralt.
En 1818 realizó con éxito las pruebas para acceder al cargo maestro de capilla de la Catedral de Vic. Un año más tarde, el 5 de junio de 1819, accedió al mismo cargo pero en la Catedral de Tarragona, donde permaneció hasta su muerte, el 14 de agosto de 1876. El Diario de Barcelona se despedía con las siguientes palabras:

Ha muerto en Tarragona el Rdo. D. Buenaventura Bruguera y Godina, maestro de capilla de la catedral en la propia ciudad, cuya plaza desempeñaba desde el año 1819, en que la ganó por oposición. El Sr. Bruguera nació en Canet de Mar el año 1798, contando, por consiguiente, la edad de setenta y ocho años á su fallecimiento. En sus mocedades fué compañero en los estudios de la música de los maestros Andreví y Mateo Ferrer. Era autor de un buen número de composiciones, religiosas en su mayor parte.
Diario de Barcelona, 16 de agosto de 1876

Asistió a las fiestas de inauguración del nuevo templo del santuario de la Virgen de la Misericordia de Canet de Mar, en 1857.

## Obra
Escribió mucha música, sobre todo religiosa. Compuso tanto obra litúrgica (misas, magníficats,...) como en lengua vernácula ( trisagios, rosarios, villancicos, letrillas, gozos, etc.). También tiene producción sinfónica, exigua pero significativa. Habitualmente utilizó orquestaciones muy llenas, propias de la música del Romanticismo.
Aunque mucha de su música se conserva en la catedral de Tarragona, también existen copias en otros archivos, incluso tan alejados como Castellón de Ampurias, prueba de que sus obras tuvo una notable difusión.
Le sucedió como maestro de capilla en la Catedral de Tarragona el músico barcelonés Rafael Maneja Casades.

### Estilo musical
El estilo musical de Brugera se inicia de manera clásica, ya que su formación fue de mano de Francsc Queralt, uno de los compositores clasicistas más importantes dentro del ámbito de la música religiosa y los oratrorios. El punto más característico de sus primeras obras es el uso de lenguaje preciosista, muy común durante el siglo XVIII, sacando así de sus composiciones el uso de voces y/o instrumento concertantes, el uso de cromatismos, el embellecimiento muy detallado y repetitivo y el uso de temas melódicos. En lo que se refiere a las secciones vocales y a los coros, Brugera experimenta con el uso del doble coro.
Aunque Brugera haya tenido unos inicios propios del clasicismo, se abrió a nuevos horizontes y siguió tendencias románticas como es en el caso de la orquestación, basada principalmente en las orquestas que se formaban en las catedrales catalanas.

### Grabaciones
Hay grabaciones de 135 obras compuestas de la mano de Bonaventura Brugera, entre ellas las siguientes:
- Antífona y Salmo para 4 voces y orquesta
- Aria para 1 voz y orquesta
- Canon a 4 voces
- Cántico para 4 voces y orquesta
- Misa para 4 voces y orquesta